# Kétbalkezes Orfeusz
A Kétbalkezes Orfeusz (Orpheus with Clay Feet) Philip K. Dick egyik novellája, amelyet 1963-ban írt, majd 1964-ben az Escapada magazinban jelent meg Jack Dowland álnév alatt. (1987-ben már Philip K. Dick összes művei közt adták ki.) Magyarul a Lenn a sivár Földön című novelláskötetben olvasható.
|  | Alább a cselekmény részletei következnek! |

## Történet
2040-ben járunk. Manville a vezetője annak a cégnek, amely időutazásokat ajánl „turistáinak”, akik aztán visszautaznak a múltba és kedvenc művészüket ihletik meg élete nagy mesterművének elkészítésére. Jesse Slade a helyi „toborzási tanácsadó”, aki ötleteket ad klienseinek arra, hogyan kerüljék el az idegenek elleni háborúba történő besorozásukat. A Föld nagy veszteségeket szenved, így sok és fárasztó a munkája. Kikapcsolódásra vágyva ellátogat Manville cégébe, ahol ihletésre kiválasztja magának a huszadik század Heinlein és Asimov melletti legnagyobb sci-fi-íróját, Jack Dowlandet. Vissza is utazik 1956-ba, és bekopogtat Jack Dowlandhez. A nő, akit Slade Mrs. Dowlandnek hisz, ajtót nyit neki, és bevezeti Dowlandhez. Slade megpróbálja rábeszélni a meglehetősen ideges Dowlandet a sci-fi írásra, akinek nem nagyon tetszik az ötlet, épp dühösen elvonulni készül, amikor Slade úgy dönt, elmondja neki, hogy ő valójában egy időutazó.
Visszatérése után Manville magához hívatja, és közli vele, hogy Dowland soha nem volt házas, tehát ő valószínűleg egy randevúra tört be hozzájuk. Látogatása ily módon pont fordítva sült el, mint akarta. Jack Dowland a történtek után a science fiction ellen fordult, egyetlen sci-fi történetét Philip K. Dick név alatt adta ki Kétbalkezes Orfeusz címmel, amiben Slade történetét írja le, antimúzsaként jellemezve őt. A novella szerint Manville Németországba küldi Slade-t, aki Hitler rabtársa lesz, és a Mein Kampf megírásának tervéből kell kiábrándítania őt, így megakadályozva a második világháborút. Manville a novellában és a valóságban is a pénzt előre kéri, hátha Slade nem tér vissza…